# David Fellhauer
David Eugene Fellhauer (ur. 19 sierpnia 1939 w Kansas City, Missouri) – amerykański duchowny katolicki, biskup Victorii w Teksasie w metropolii Galveston-Houston.
Święcenia kapłańskie otrzymał 29 maja 1965 i został kapłanem ówczesnej diecezji Dallas-Fort Worth. W roku 1979 uzyskał doktorat z prawa kanonicznego na Saint Paul University w Ottawie. 
7 kwietnia 1990 papież Jan Paweł II mianował go ordynariuszem Victorii. Sakry udzielił mu ówczesny metropolita San Antonio Patrick Flores.
23 kwietnia 2015 papież Franciszek przyjął jego rezygnację z pełnionego urzędu.